# 落合公園 (春日井市)

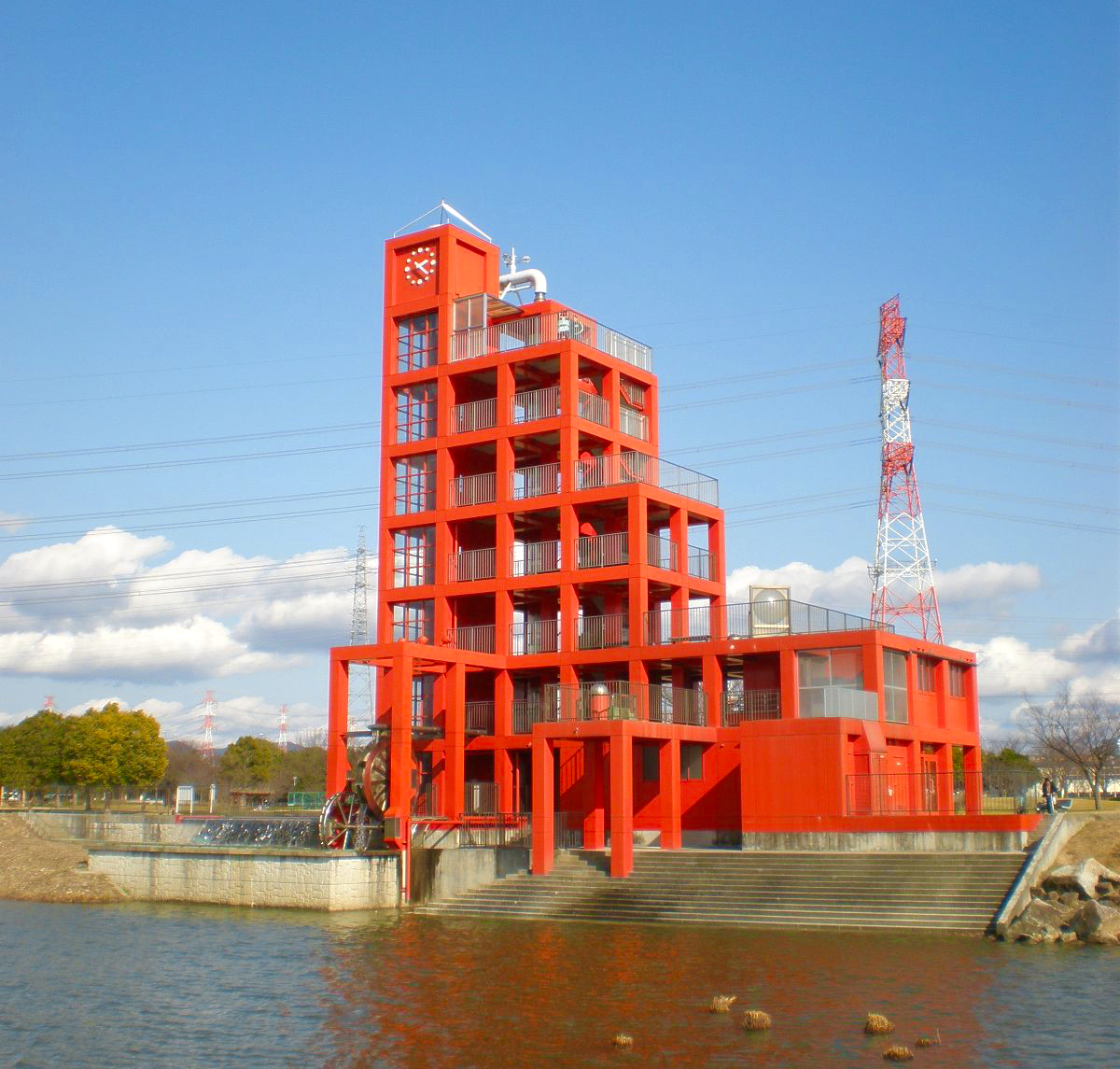
水の塔

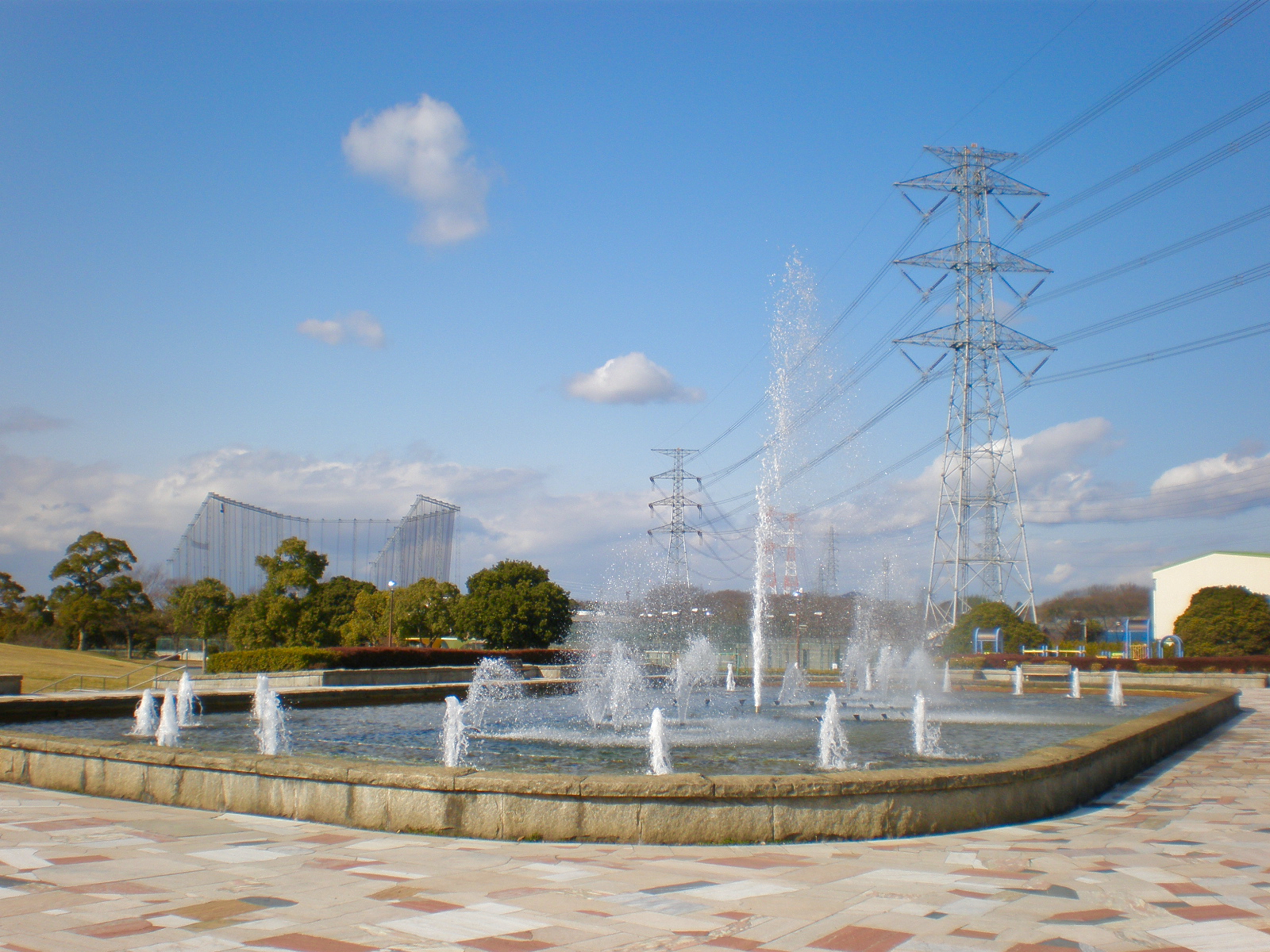
噴水

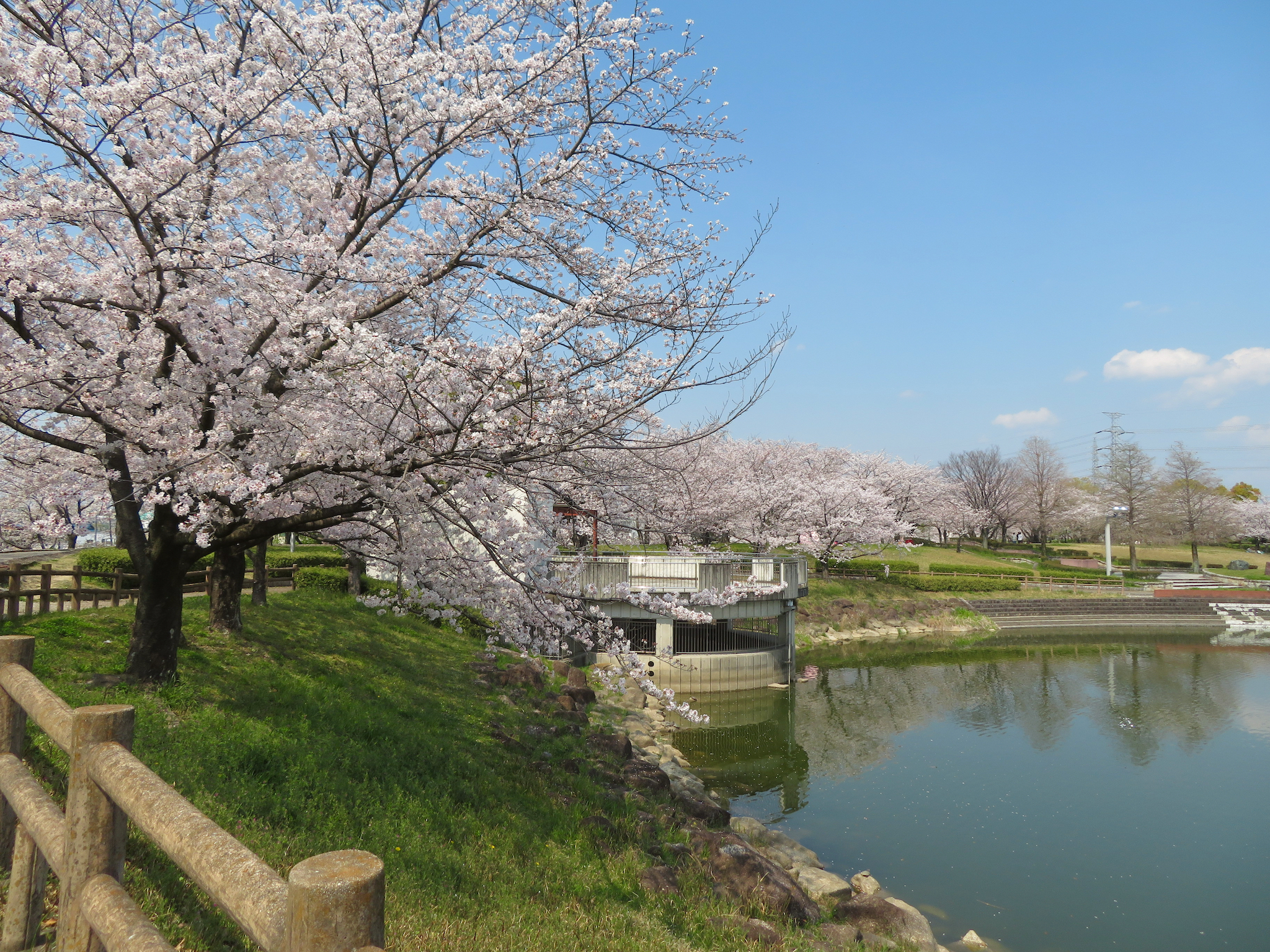
園内の桜

落合公園（おちあいこうえん）とは、愛知県春日井市の中北部に位置する総合公園。

## 概要
1977年（昭和52年）から、かんがい用ため池である落合池の周囲に植栽された桜などの樹木と池の景観を利用した公園として整備されている。
1989年（平成元年）には「日本の都市公園100選」の1つに選ばれている。面積は約24.9ヘクタール。
落合池を取り囲むように歩道や噴水、あずま屋などの様々な施設が点在する。また、グリーンパレス春日井や落合公園体育館などを併設している。
約1000本の「桜の名所」として知られており、東野池橋との間のふれあい緑道にも約300本のソメイヨシノが植えられている。花見が行われる時期には大勢の人で賑わう。

## 歴史
- 1989年（平成元年）7月 - 日本の都市公園100選に選ばれる[2][3][4]。
- 2009年（平成21年）1月1日 - 公園内でのバーベキューが禁止となる。
- 2013年（平成25年）4月 - 旧市民プールの跡地に建設していた落合公園体育館の運用が開始となる。

## 施設･利用時間
- 落合池 - 公園の中央にある大きな池。
- フォリー・水の塔[2]

5月1日～8月31日：午前9時～午後5時15分
9月1日～4月30日：午前9時～午後4時45分
- 水の大砲

- 大芝生広場[2]
- 大噴水[2]

4月1日～9月30日：午前10時～午後9時
ライトアップ - 4月1日～9月30日：午後7時～午後9時
- 噴水時計
- 遊歩道
- 水神社
- 釣り池[2] - 池にはフナやコイや子エビなどがいる。
- 健康物語 - 足ツボを刺激する石が埋められている。管理棟の横に位置する。
- 管理棟

5月1日～8月31日：午前9時～午後6時
9月1日～4月30日：午前9時～午後5時
- 大駐車場[2]

4月1日～10月31日：午前7時～午後10時30分
11月1日～3月31日：午前7時～午後10時
- トイレ

### グリーンパレス春日井
- テニスコート
- 会議室
- 宿泊施設
- 図書室
- レストラン

## 休館日
- 毎週月曜日（ただし月曜日が祝日の場合はその直後の休日でない日）[2]
- 年末年始（12月29日～翌年1月3日）[2]

## イベント
サボテンフェア
4月に行われるイベントで、2000年（平成12年）から行われている。主催は春日井市観光コンベンション協会。春日井市の名物である春日井サボテンの普及を目的としている。
春日井名物グルメ王座決定戦
サボテンフェアと同日に開催されるイベントで、2016年（平成28年）から行われている。
わいわいカーニバル
5月に行われるイベントで、1972年（昭和47年）から行われている。運営は春日井市と春日井青年会議所。様々な遊びや体験を通じて子どもの想像力を育むことを目的とし、公園内に迷路やアスレチックが設置され、小学生によるドッジボール大会も行われる。
春日井市民納涼まつり
7月に行われる祭で、1977年（昭和52年）から行われている。主催は春日井市と春日井市民納涼まつり実行委員会。花火大会でも知られたが、2023年（令和5年）1月に開催時に歩行者と車両の交通事故発生の危険性があると春日井警察署から文書で指摘を受け、同年7月の花火大会で定点カメラによる調査を行った結果、2024年（令和6）年から花火大会を中止して代わりに参加型イベントなどを実施することとなった。
さわやかウォーキング
不定期に開催されるウォーキングイベント。運営はJR東海。神領駅か春日井駅のいずれかが始発着に設定される場合に、コースの一部となることがある。

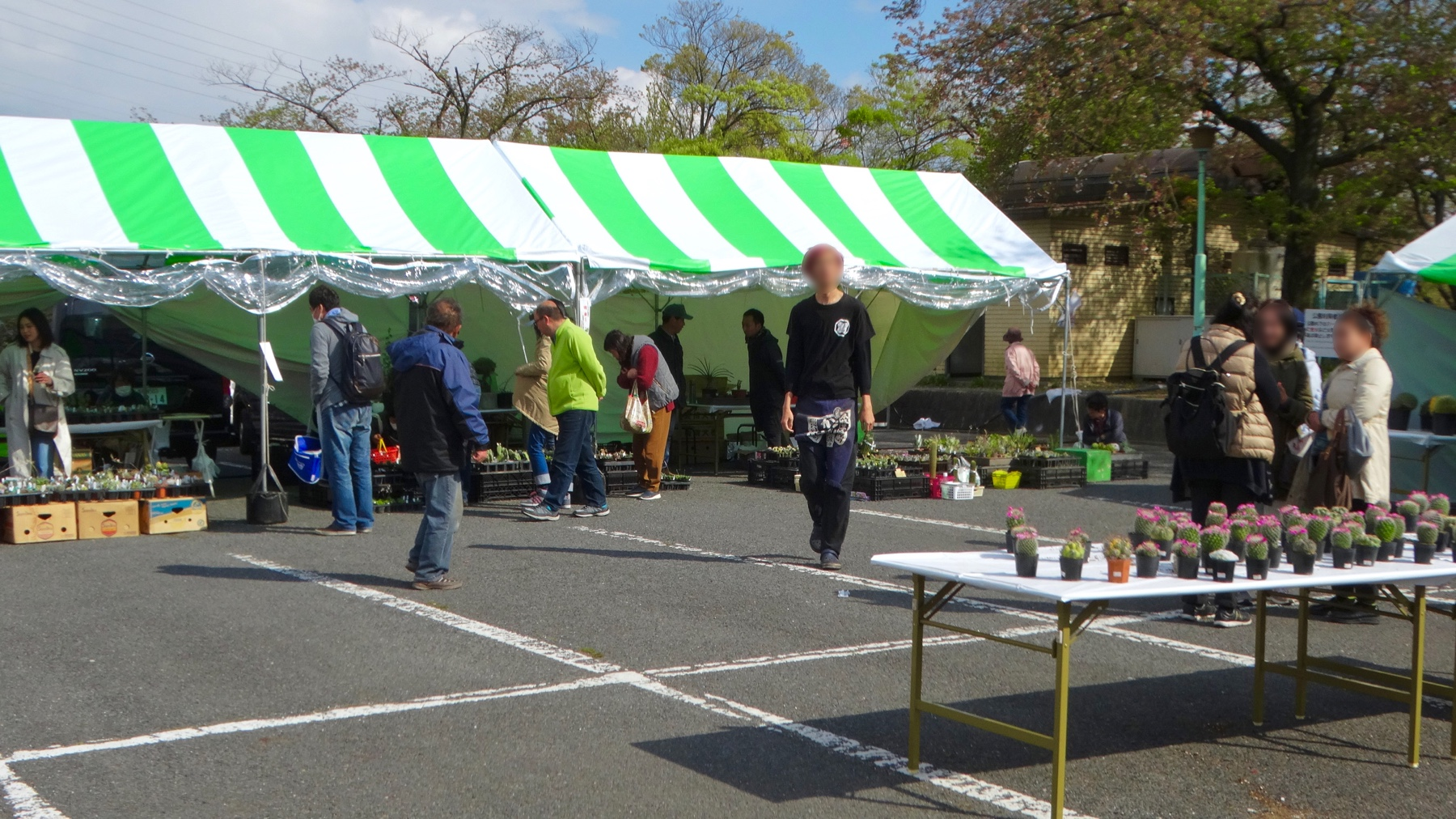
サボテンフェア
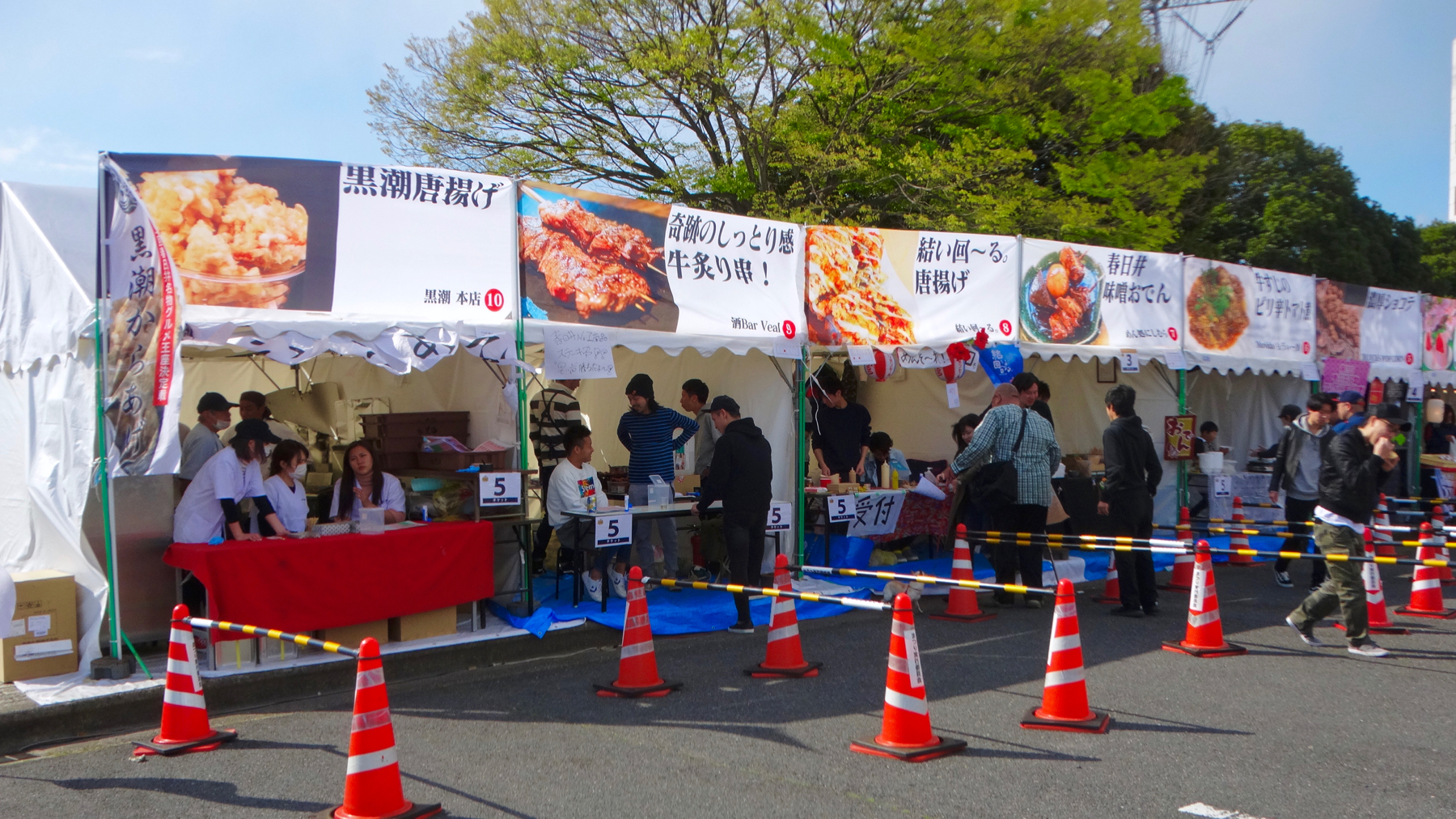
春日井名物グルメ王座決定戦
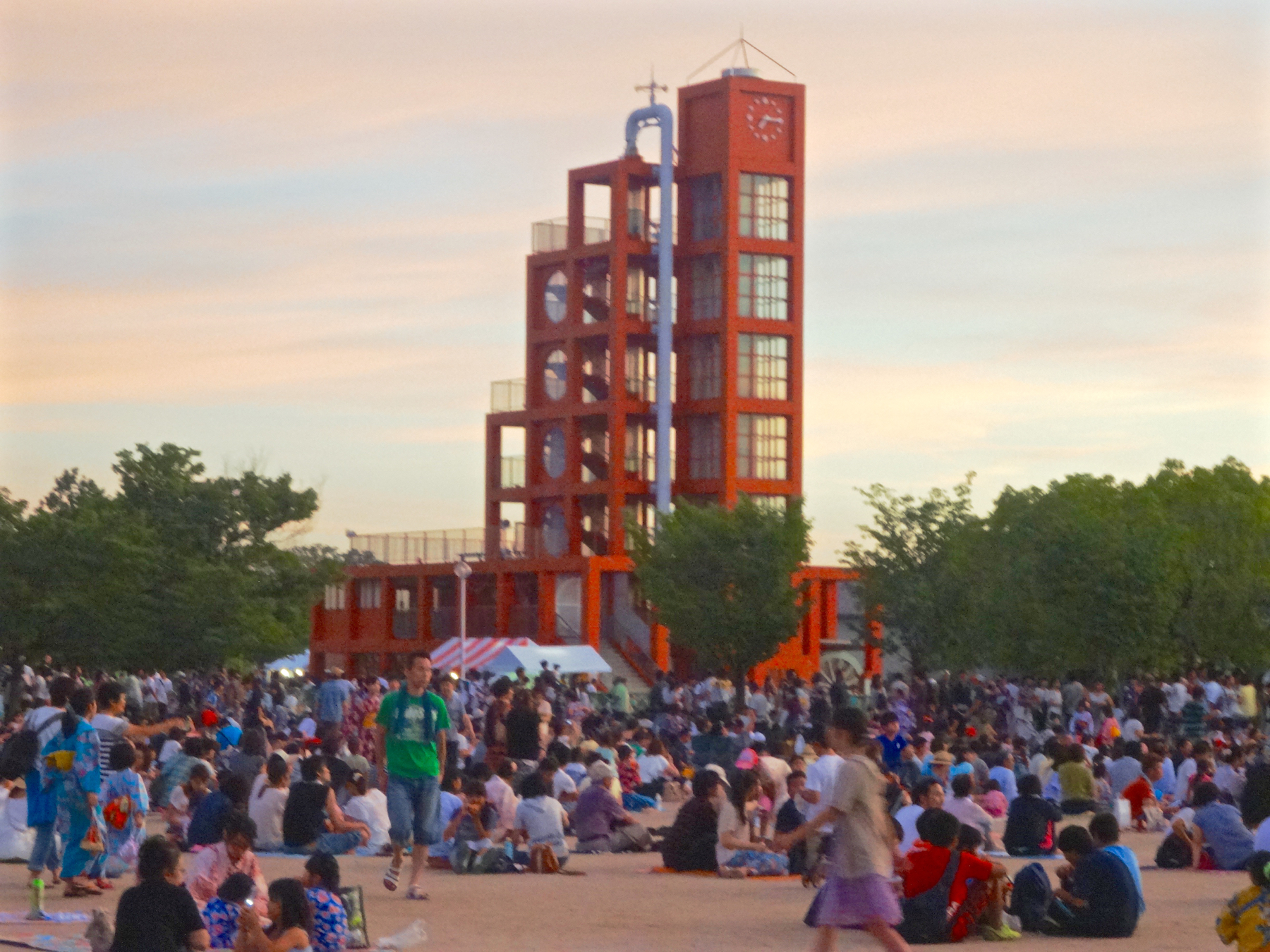
春日井市民納涼まつり
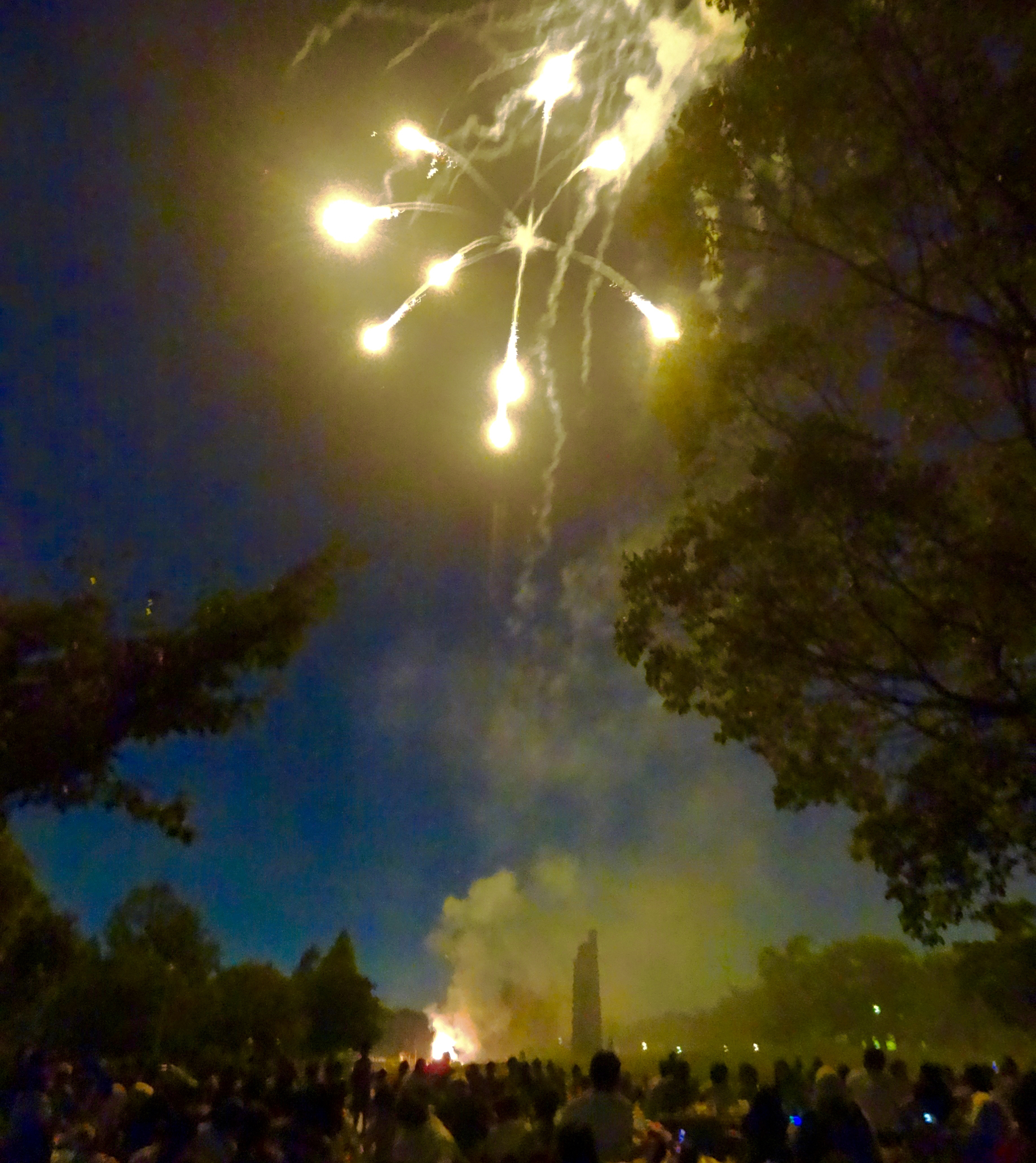
春日井市民納涼まつりの花火

## 交通アクセス

### 車
東名高速道路春日井インターより、約5分。

### 公共交通機関
- かすがいシティバス：JR春日井駅から乗車、「落合公園」停留所下車。JR勝川駅から乗車、「下原口」停留所下車。
- 名鉄バス：JR春日井駅から乗車、「下原口」停留所下車。

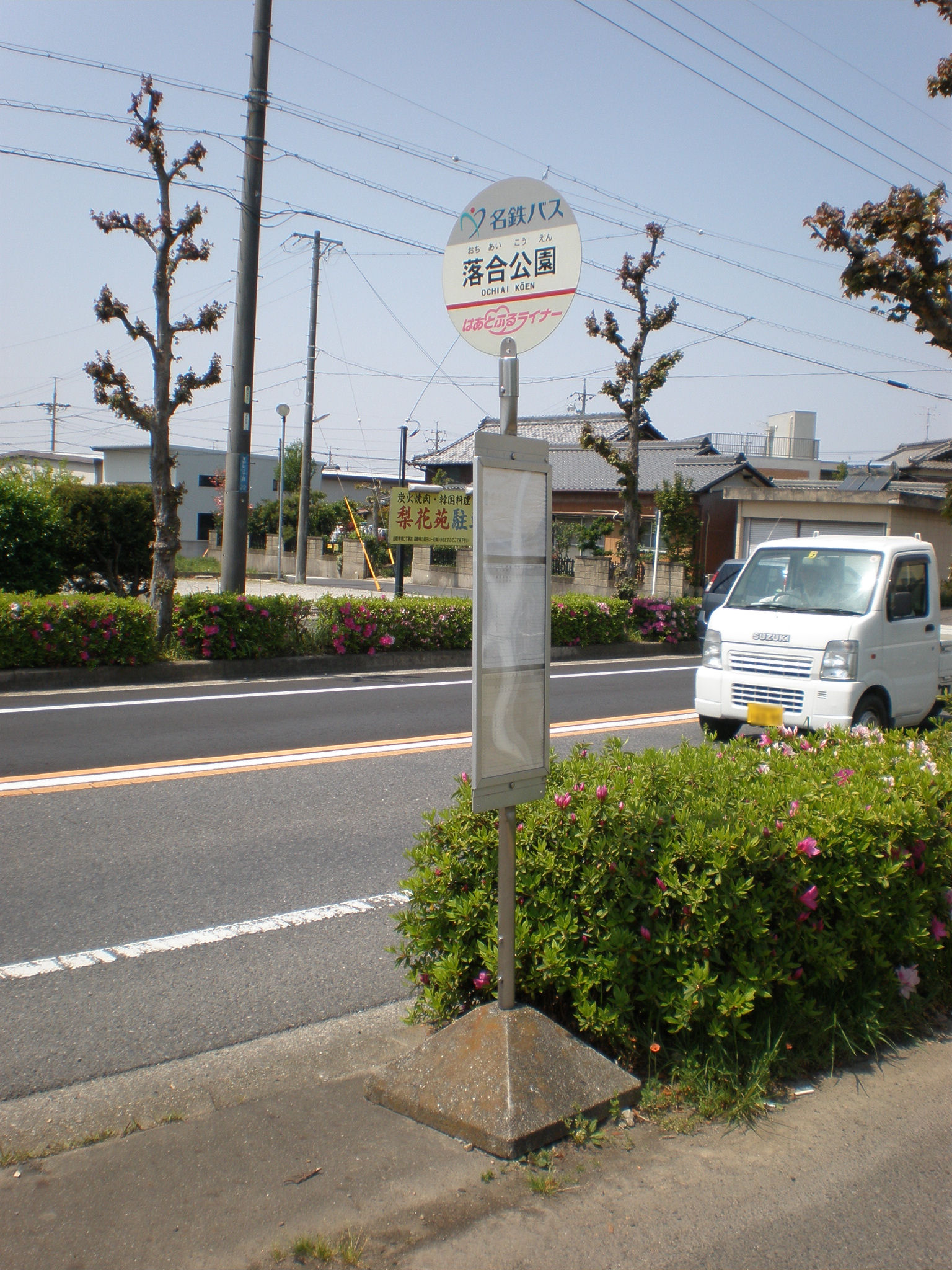
かすがいシティバス「落合公園」停留所